# 納屋を焼く (ウィリアム・フォークナーの小説)
「納屋を焼く」（なやをやく、英語: Barn Burning）は、アメリカ合衆国の作家ウィリアム・フォークナーの短編小説で、最初は1939年6月号の『ハーパーズ・マガジン (Harper's Magazine)』に発表され、その後はいろいろな短編集などに収録された。1939年にはオー・ヘンリー賞を受賞している。物語は階級闘争、父親の影響力、復讐などを扱い、感受性の強い子どもの第三者としての視点から語られる。この作品は、『村』、『町』、『館』から成るスノープス三部作の前編に相当する内容になっている。
日本語での題名は、「納屋は燃える」（なやはもえる）とされることもある。

## 登場人物
- カーネル・サートリス・スノープス (Colonel Sartoris Snopes) - 通称、サーティ(Sarty)、主人公
- アブナー・スノープス (Abner Snopes) – その父、スノープス家の家長、敵役
- レニー・スノープス (Lennie Snopes) – アブナーの妻、サーティの母
- リジー (Lizzie) – レニー・スノープスの未婚の妹
- ド・スペイン少佐 (Major de Spain) - スノープスの雇い主
- ミスター・ハリス (Mr. Harris) - 最初に言及されるアブナーの地主

## あらすじ
舞台は、19世紀末の米国南部。
幼い少年サーティ・スノープスの父であるアブナーは、地主の納屋に火を放って焼き払ったとして、町から去ることを強いられる。話の冒頭の裁判の場面で、サーティは尋問に呼ばれるが、アブナーが犯人だとする明白な証拠が出てこないまま、スノープス一家は郡外へ退去することを命じられる。一家は、ド・スペイン少佐の分益小作人としてアブナーが働くことになる新しい場所へと移動するが、アブナーは、自分の目に自分の名誉を守るために必要だと映ることには、権威に反抗せずにはいられない。新しい場所にたどり着いた直後、アブナーはド・スペイン少佐の屋敷を訪れるが、金色の絨毯に馬糞まみれの足跡を付ける。ド・スペイン少佐は絨毯を洗うようアブナーに命じるが、アブナーは、きついアルカリ性の石けんを使って、絨毯を修復できないほど傷めた上で、ド・スペイン少佐の家の正面ポーチに放り出す。ド・スペイン少佐は絨毯の価値に見合う罰として、アブナーに20ブッシェルのトウモロコシの供出を課す。裁判では、治安判事が罰金の額を減じて10ブッシェルにした。再び機嫌を悪くしたアブナーは、今度はド・スペイン少佐の納屋に火を放つ準備をする。サーティはド・スペイン少佐に、父親が納屋を燃やそうとしていることを告げた上で、父親の元へ逃げ帰る。少年は馬で追いかけてきたド・スペイン少佐にすぐに追いつかれるが、溝に飛び込んで身を潜め、やり過ごす。サーティは2発の銃声を聞き、父親が撃たれたものと思い込むが、誰が撃たれたかは作中では語られない。なお、この父親と、サーティーの兄は、「納屋を焼く」以降の作品にも登場する。父親から深い影響を受けた少年は、家族の許には帰らず、自分の人生をひとりで生きて行く。文中には、事の20年後になって、長じたサーティが当時を振り返る言葉が盛り込まれているが、それまでにサーティがどのように生きたかは語られない。

## 映画化
1980年に、この作品に基づいた同名の短編映画が、ピーター・ワーナー (Peter Werner) 監督によって制作された。そこでは、トミー・リー・ジョーンズがアブナー・スノープス役を、ショーン・ウィッティングトン (Shawn Whittington) がサートリス・スノープス役を演じ、原作者フォークナーの甥であるジミー・フォークナー (Jimmy Faulkner) がド・スペイン役を務めた。1994年にはマレーシアでも映画化されている（邦題:放火犯）。

## 村上春樹の同名小説
日本の作家である村上春樹は、1983年1月号の『新潮』に、この小説の日本語訳と同名の「納屋を焼く」という作品を発表した。当初この作品中には、「僕はコーヒー・ルームでフォークナーの短編を読んでいた」と、直接フォークナーに言及する文があったが、1990年に出版された村上の全集には改稿されたものが収録され、当該箇所は「僕はコーヒー・ルームで週刊誌を三冊読んだ」と改められた。
後にこの村上作品は、フィリップ・ガブリエルによって英語に翻訳され、フォークナー作品と同名の「Barn Burning」という表題で『The New Yorker』1992年11月2日号に掲載された。

## 日本語訳
- 「納屋は燃える」（龍口直太郎訳）『フォークナー短編集』新潮文庫、1955
- 「納屋を焼く」（志村正雄訳）『フォークナー全集　24　短編集』冨山房、1981